# WCWグリード
WCW グリード（WCW Greed）は、2001年まで存在した、アメリカ合衆国のプロレス団体WCWが開催した興行、及びPPV放送の名称である。通年、WCWは３月にアンセンサード(Uncencered)という大会を開催していたが、今年度より変更となった。しかし、この大会の直後の2001年3月26日に、WCWはライバル団体WWEに買収された為、今大会がWCW最後のPPV大会となった。

## 試合結果
開催日：2001年3月18日
開催地：フロリダ州ジャクソンビル
開催場所：ジャクソンビル・メモリアル・コロシアム
観衆：5030人
- ○ジェイソン・ジェット vs ●キーウィー

- WCW世界クルーザー級タッグ王座決定戦

○エリックス・スキッパー&キッド・ロメオ vs ●レイ・ミステリオ・ジュニア&ビリー・キッドマン
＊スキッパー&ロメオ組が王座獲得
- ○ショーン・スタージャック vs ●バンバン・ビガロ

- ○チーム・カナダ（ランス・ストーム&マイク・オーサム） vs ●コナン&ヒュー・モラス

- WCW世界クルーザー級選手権試合

○シェイン・ヘルムズ vs ●チャボ・ゲレロ・ジュニア(c)
＊ヘルムスが王座奪取
- WCW世界タッグ選手権試合

○ナチュラル・ボーン・スリラーズ（ショーン・オヘア&チャック・パルンボ）(c) vs ●トータリー・バフ（レックス・ルガー&バフ・バグウェル）
＊王者組が王座防衛
- ○ザ・キャット vs ●キャニオン

- WCWUSヘビー級選手権試合

○ブッカーT vs ●リック・スタイナー(c)
＊ブッカーTが王座奪取
- ○ダスティ・ローデス&ダスティン・ローデス vs ●リック・フレアー&ジェフ・ジャレット

- WCW世界ヘビー級選手権試合・フォールズ・カウント・エニュウェアマッチ

○スコット・スタイナー(c) vs ●ダイヤモンド・ダラス・ペイジ
＊スタイナーが王座防衛